# 愛知県看護協会
座標: 北緯35度8分25.4秒 東経136度55分8.6秒 / 北緯35.140389度 東経136.919056度

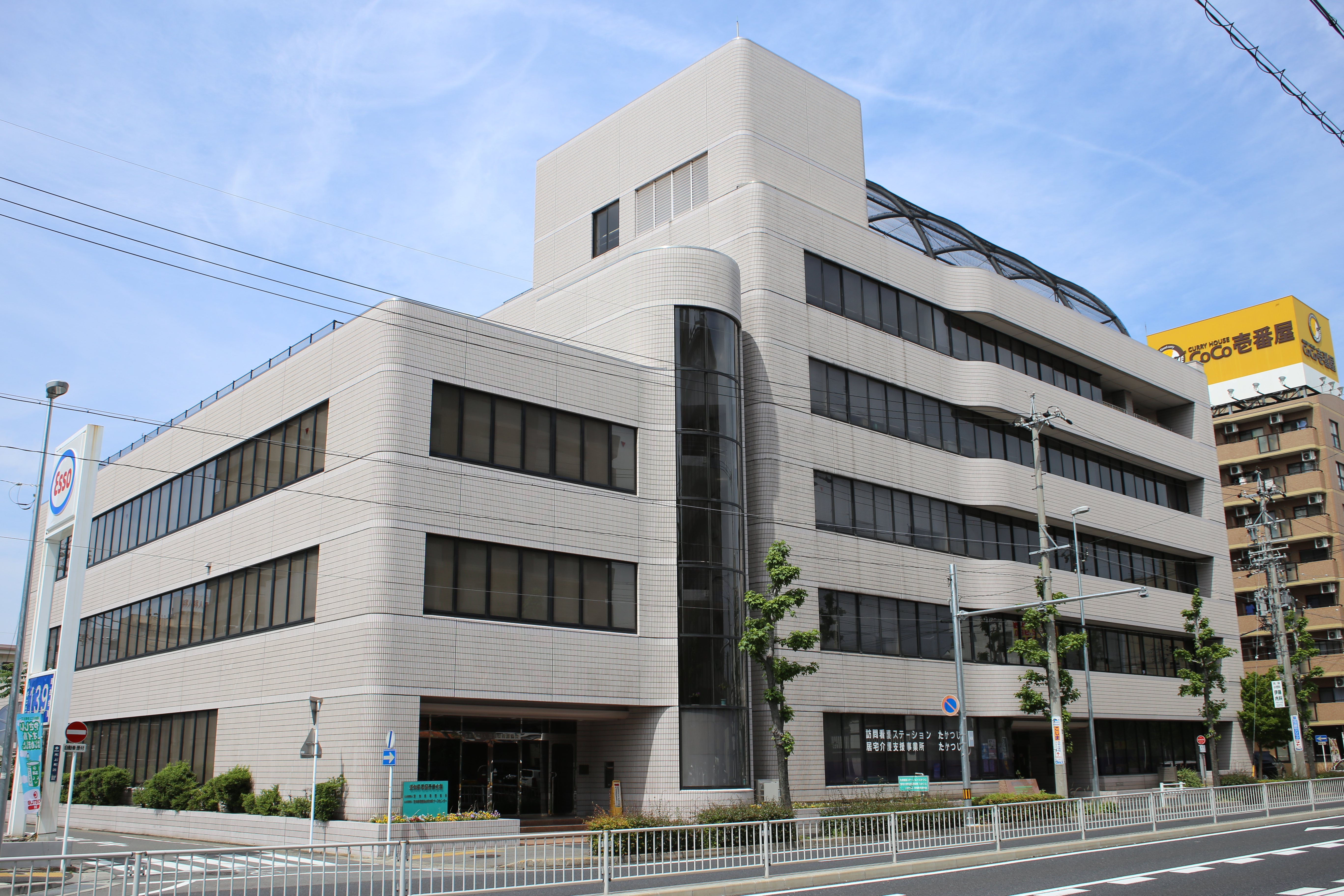
愛知県看護協会本部（2015年5月）

公益社団法人愛知県看護協会（こうえきしゃだんほうじんあいちけんかんごきょうかい、英称：Aichi Nursing Association）は、愛知県知事所管の愛知県の看護師を会員とする公益法人。

## 本部所在地
愛知県看護研修会館：〒466-0054 愛知県名古屋市昭和区円上町26番18号

## 訪問看護ステーション
- 訪問看護ステーションたかつじ 
  - 〒466-0054 愛知県名古屋市昭和区円上町26番15号